# Drăgești (Tătărăști), Bacău
Drăgești este un sat în comuna Tătărăști din județul Bacău, Moldova, România.